# Beyond Creation

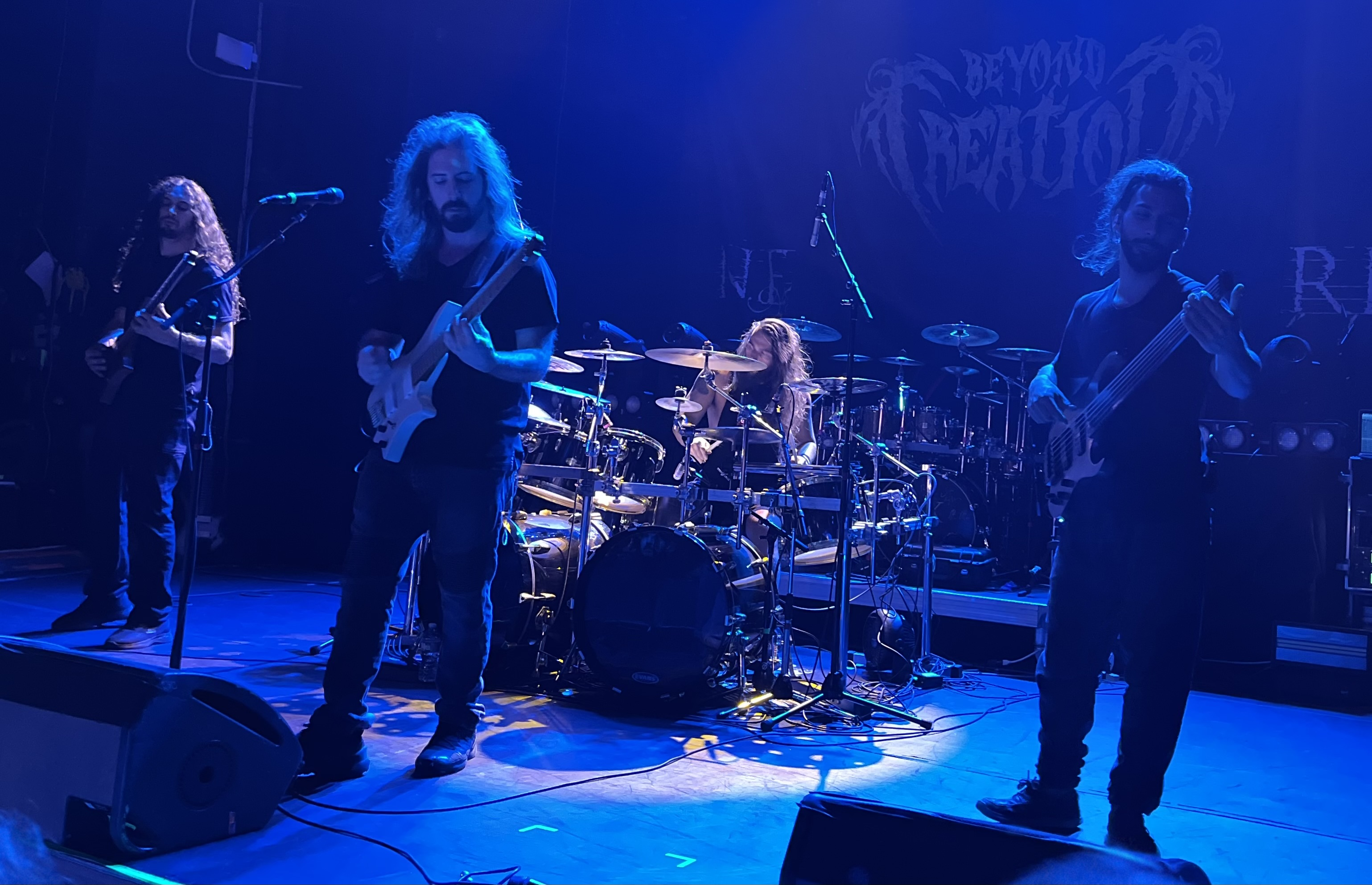
Beyond Creation (2023)

Beyond Creation ist eine kanadische Technical-Death-Metal-Band aus Montreal, die im Jahr 2005 gegründet wurde.

## Geschichte
Die Band wurde im Jahr 2005 von dem Gitarristen und Sänger Simon Girard und dem Gitarristen Nicolas Domingo Viotto gegründet. In den ersten Jahren fanden sich zunächst keine passenden weiteren Musiker, sodass die Gruppe nicht live auftreten konnte. Nach drei Jahren präsentierte Kevin Chartré, ein Kollege von Simon Girard, der Band mit Guyot Bégin-Benoit einen passenden Schlagzeuger. Nach einigen Probeaufnahmen verließ Gitarrist Nicolas Domingo Viotto die Band und Kevin Chartré übernahm seinen Posten. Im Januar 2010 trat Dominic „Forest“ Lapointe der Band als Bassist bei. Ein Jahr später erschien das Debütalbum The Aura in Eigenveröffentlichung. Ende 2012 kam Philippe Boucher als neuer Schlagzeuger zur Besetzung. Nachdem die Band im Februar 2013 einen Plattenvertrag bei Season of Mist unterzeichnet hatte, erschien hierüber im selben Jahr das Debütalbum mit Bonusliedern neu. Außerdem ging es mit Cannibal Corpse, Napalm Death und Immolation auf Tour durch Nordamerika sowie auf eine weitere mit Vomitory durch Japan. Im folgenden Jahr schlossen sich Konzerte und Festivalteilnahmen sowie Tourneen durch die USA und Kanada an. Gegen Ende des Jahres erschien das zweite Album Earthborn Evolution. Danach ging es mit Ne Obliviscaris auf Tour durch Australien sowie auf eine zweite Japan-Tour mit Mors Principium Est. Das Jahr 2015 begann mit dem Hinzukommen des Bassisten Hugo Doyon-Karout, ehe es mit Arch Enemy, Born of Osiris, Veil of Maya, The Acacia Strain und Cattle Decapitation auf Tour ging. Im Sommer nahm die Gruppe an verschiedenen Festivals teil, wie dem Heavy MTL und dem Amnesia Rockfest. Gegen Ende des Jahres folgten mit Hate Eternal und Misery Index weitere Touren. Anfang 2016 nahm die Band an der NAMM Show teil, um ihre Partnerschaft mit dem Gitarrenhersteller Strandberg zu repräsentieren. Danach folgte eine erste Tour durch Mexiko, ehe Konzerte mit Gorod im Osten Kanadas folgten.

## Stil
Die Band spielt technisch sehr anspruchsvollen Death Metal und wird mit anderen Bands des Genres wie Neuraxis oder Augury verglichen. Die E-Gitarre und das Schlagzeug werden präzise gespielt, wobei deren Tempo variiert.

## Diskografie
- 2010: Demo (Demo, Eigenveröffentlichung)
- 2011: The Aura (Album, Eigenveröffentlichung, 2013 Wiederveröffentlichung bei Season of Mist)
- 2014: Earthborn Evolution (Album, Season of Mist)
- 2018: Algorythm (Album, Season of Mist)